# Ягублу, Эльтун Шофик оглы
Эльтун Шофик оглы Ягублу (азерб. Yaqublu Eltun Şofik oğlu; 19 августа 1992, Баку) — азербайджанский футболист, защитник. Защищал цвета юношеской сборной Азербайджана.

## Клубная карьера
В январе 2012 года, во время зимнего трансферного окна подписал трехлетний контракт с клубом азербайджанской премьер-лиги — «Карабах» (Агдам). Ранее выступал в составе бакинского «Нефтчи».

## Юношеская сборная Азербайджана
В составе юношеской сборной Азербайджана (U-19) выступал на международном турнире памяти Гранаткина в Санкт-Петербурге.

## Достижения
- Чемпион Азербайджана: 2014